# سیارک ۹۶۹۶
سیارک ۹۶۹۶ (به انگلیسی: 9696 Jaffe، نامگذاری:6628P-L) نه هزار و ششصد و نود و ششمین سیارک کشف شده‌است که در ۲۴ سپتامبر ۱۹۶۰ کشف شد.
قدر مطلق سیارک برابر ۱۵٫۳۰ است.